# アクトレイザー
『アクトレイザー』 (ActRaiser) は、1990年12月16日に日本のエニックスから発売されたスーパーファミコン用横スクロールアクションゲーム。1993年には続編となるスーパーファミコン用ソフト『アクトレイザー2 沈黙への聖戦』が発売された。本項では続編についても記述する。また、2021年9月24日に配信されたリメイク版『アクトレイザー・ルネサンス』（Actraiser Renaissance）についても記載する。

## 概要
主人公である神を操作し、魔王サタンを倒して地上の人々を救出する事が目的。横スクロールのアクションパートと「クリエイションモード」という名のシミュレーションゲームパートが存在する事を特徴としている。当時としては、アクションとシミュレーションの融合は珍しかった。本体発売後1ヶ月以内にリリースされた最初期のソフトの1つで、エニックスとしては初のSFC用ソフトである。SFCでは初めて8メガビットの大容量ロムカセットを採用している。癖のあるアクション、ダメージ判定のシビアさや被ダメージ時の無敵時間の短さなどから、SFC作品の中でも高難易度ゲームとして知られる。
開発はクインテットが担当。本作は日本ファルコムのパソコン用ゲームソフト『イースI』（1987年）、『イースII』（1988年）を手掛けた主要スタッフが中心となって制作された。ディレクターおよびプログラマーは橋本昌哉、シナリオは宮崎友好、音楽は古代祐三が担当、プロデューサーは後に『ソウルブレイダー』（1992年）を手掛けた曽根康征、グラフィック・デザイナーは古代祐三の実妹である古代彩乃や後にPlayStation用ソフト『東京魔人學園剣風帖』（1998年）やPlayStation 2用ソフト『九龍妖魔學園紀』（2004年）を手掛けた今井秋芳が担当している。宮崎友好によると、星の一生を描くRPGとして70%くらいまで制作が進んでいたところを大幅に路線変更して完成したとのこと。
2003年11月からは携帯電話アプリ版も配信された他、2007年3月20日から2019年1月31日までWiiのバーチャルコンソールでも配信されていた。Wiiディスクに先駆けてスクウェア・エニックスがWiiに参入をした。バーチャルコンソール独自の機能として、中断時の状態を保存できる。なお、バーチャルコンソールで旧エニックスのゲームが配信された唯一の作品でもある。関連商品としてサントラが2種、攻略本（チャレンジブック）が1冊、漫画作品が全3巻出されている。2021年9月24日（欧米では23日）には本作をフルリメイクした『アクトレイザー・ルネサンス』が発表され、PlayStation 4、Nintendo Switch、iOS、Android、Steam向けに同日配信された。

## ゲーム内容

### システム
各地域ごとにアクションモード1（ACT1)、クリエイションモード、アクションモード2（ACT2)の順に進行する。
クリエイションモードを進めるとアクションモードでのキャラクター能力が高くなる。そのため、ACT2を後回しにしておき、別地域のクリエイションモードを進めてアクションモードの難易度を下げることもできる。それでも操作性が独特であり、アクションパートの難易度が高いという声が多く上がり、続編としてアクションに焦点を絞った『アクトレイザー2 沈黙への聖戦』と、シミュレーション性を追求した『ソウルブレイダー』の二作が製作された。

### アクションモード
戦士型の石像に宿った神を操作する典型的なアクションゲーム。攻撃手段は基本的に剣を使うが、物語を進めると魔法も使えるようになる。ヒットポイント（HP）制とリトライ回数制を併用しており、全てのHPを失うとリトライ回数が1減り、スコアも0にリセットされる。ステージの終わりにはボスが存在し、これを倒すとクリアになる。各地域へ乗り込む際に最初に行うACT1と、クリエイションモードにて魔物の巣を全て封印すると現れるACT2の2種類があり、後者を攻略した時点でその地域をクリアしたことになる。
『ルネサンス』ではHPとMPが数値制になっている。クリアした後でも再挑戦が出来る。

### クリエイションモード
ACT1のクリアによって解放された地域には神殿と男女2人の人間が創造され、これを起点に土地を開発して人口を増やし、複数ある魔物の巣を封印させることが目的になる。
天使によって町の発展方向を指し示すことでその方向に道が作られ、町が発展していく。土地は、木が生い茂っていたり乾燥して砂漠化しているなど普通に開発することができない状態になっていることが多いため、「奇跡」を使って気象を操作することで人が住める土地を増やしていく。開発を行っている間にも、魔物が発展の妨害をするので、エンジェルを操作して矢を発射し、魔物を撃退していかなければならない。また、人は生活の中で様々な問題を発生させるので、それも解決していかなければならない。
ある程度人口が増えたら人を各土地にある魔物の巣へと導き、魔物の巣を封印させる(『ルネサンス』では神を操作し、魔物の発現器を破壊しなければならない)。全ての魔物の巣を封印することによって、ACT2へと進むことができるようになる。世界の総人口が増えること（『ルネサンス』では各地のミッションをクリアすることで）でプレイヤーのレベルが上がりアクションモードでのHPが増加するため、難しいと思った時は一旦人口を増やしてプレイヤーの能力を上げて再挑戦という事ができる。
また、神の能力が上がるアイテムや新しい魔法を入手するイベントも起こる。ある地域の民から献上されたアイテムが、他の地域の発展や問題の解決に役立つこともある。隠しコマンドを使うことで人間を増やす作業を無視してもゲームを進めることはできるようになる。ただし人口が増えないと神のヒットポイントは増えない結果となり、地域によってそのレベルに達さないとACT1に入れなくなる。
機械的な作業のみではなく、ドット絵で描かれた細かな人間たちがアニメーションし、各々の都市の事情やシナリオが盛り込まれている。
箱庭ゲーム的なゲームモードだが、税率の調整や食料の調達といった複雑な要素はなく、文化レベルも魔物の巣を封印していくだけで上がるので、シミュレーションゲームに慣れていないプレイヤーにも親しみやすい簡素な作りになっている。
『ルネサンス』では各種イベントは「クエスト」という依頼として表現され、それらを達成することでイベントを進行させたり報酬を得る形式となっている。また、「魔群の侵攻」が追加されており、これらをクリアしてストーリーを進行させつつ地域を発展させることで、最終的にその地域のACT2に挑めるようになる。

#### 魔群の侵攻
『ルネサンス』で追加された戦闘。クリエイションモードで発展中の地域を舞台に、砦や英雄、奇跡を駆使して多数の魔物を撃退するリアルタイムストラテジー的なバトルを繰り広げる。魔物を全滅させるか、特定のボスを撃破すると勝利。基本的に神殿が破壊されると敗北だが、戦闘によっては「英雄が倒される」「田畑や工場が破壊される」などの条件が設定されている場合もある。今作ではクリエイションモード中に砦の建造が可能であり、敵にダメージを与えつつ進軍を阻む「門砦」、範囲内を自動的に攻撃する「弓砦」「魔法砦」と言った砦を工場から生産される資材を用いて建造する。また、「奇跡」による直接攻撃が発動可能であり、種類に応じて敵の動きを鈍らせたり足止めする事も可能。戦闘中は例外的に「奇跡」による建造物へのダメージは無くなる。指示可能なユニット「英雄」が地域に1人ずつ存在し、敵が近くにいると自動的に戦闘を始める。「英雄」は倒されても一定時間で復活するが、戦闘によっては英雄が倒されると敗北となる場合もある。クリア済みの地域の英雄は別の地域での戦闘に召喚する事が可能。
基本的にストーリー進行に伴って発生するが、その地域の魔物の巣を全て封印すると、時間経過でランダムに魔群の侵攻が発生するようになる。

### アイテム

#### アクションモード
500pts / 1000pts
それぞれ数字の通りの点数が加算される。『ルネサンス』のスペシャルモードでスクロールが王冠に差し替えられる。
ハーフアップル
HPが最大値の1/4だけ回復する。
アップル
HPが全回復する。
スクロール
MPがひとつ増える。『ルネサンス』では最MPも上昇する。
1UP
ステージ中、リトライ回数がひとつ増える。
クラッシュ
画面上の全ての敵(ボス以外)を消滅させる。
刀気
剣を振るたびに三日月状の飛び道具を飛ばせるようになる。また、一撃で2ダメージ与えることができる。アイトスAct1にしか出現しないが、サタンとの決戦時には自動的に取得した状態になる。『ルネサンス』では削除された。

#### クリエイションモード
魔法を除き、全てのアイテムは一度使うとなくなる消耗品であるが、適切な条件でなければ使用自体ができないものも多い。
天使の力
一定のターン数だけ、エンジェルの矢の威力が通常の4倍になる。
輝きの玉
画面内の魔物を全滅させる。
橋の技術
川に橋をかけるための技術。
『ルネサンス』では施す必要は無く、ストーリーを進めればその地域の人間が自ら手にするようになっている。
ひと切れのパン
母親が息子を思って焼いたパン。
破壊の骸骨
人の手で封印できない魔物の巣を封印する秘宝。
米
畑に施すとより生産力のある水田に変化し、以後はその地域の農業が米作になる。ただし、これを施す前に作られた他の畑は変化しない。無制限に取得可能。
橋の技術同様、『ルネサンス』では神が施すのではく人間が自ら考案する。しかし、一部地域では別の条件を満たす必要がある。
羅針盤
遠洋を航海するための機械。遠洋航海が可能な2つの地で使う事が可能で、どちらに使うかで結果が変わるアイテムでもある。
素敵な音楽
砂漠で死んだ男のために作られた音楽。人同士のいさかいを収める力を持つ。
古い石板
ある土地の秘密が記された石板。
羊の毛皮
寒さに耐えるための衣服の材料。
薬草
疫病の特効薬。
魔法の源
使用すると、アクションモード開始時のMPがひとつ増える。
命の源
使用すると、アクションモード開始時のリトライ回数がひとつ増える。ゲーム中では発見のためのヒントが示されない例が多い。
炎の魔法
星屑の魔法
オーラの魔法
光の魔法
それぞれ、アクションモード開始前に装備する魔法を取得できる。詳細は後述。
氷の魔法
癒しの魔法
『ルネサンス』で追加された魔法。
宝玉
『ルネサンス』で追加されたアイテム。魔群の侵攻の際、宝玉に対応した英雄を召喚できる。

### 魔法
魔法は天空城で選択・装備することにより、1種類だけをアクションモード内で使用できる。『ルネサンス』ではアクションモード中にいつでも変更可能。消費MPは以下の括弧内に記し、右は『ルネサンス』での消費値。
炎の魔法（1、20）
火の玉が2発ずつ、互いに交差するように蛇行しながら前後へ発射される。攻撃範囲は狭く、威力も低い。
『ルネサンス』では前方にのみ放たれ、発動後から一定時間、通常攻撃に炎属性が付与されるなど。使い勝手が良くなっている。
星屑の魔法（2、30）
画面右上方向から左下へ向けて、無数の流星を降らせる。消費MPのわりに威力が高いものの、足場や地面を貫通できないため入り組んだ地形には不向き。
『ルネサンス』ではオリジナルよりも使い勝手が低下している。
オーラの魔法（3、50）
球形になった神のオーラが2発ずつ、互いに交差するように蛇行しながら前後へ発射される。弾速の遅さに加えて蛇行の上下幅も大きいため、ボス級の敵に至近距離で当てれば大ダメージとなる。
『ルネサンス』では自身の周囲に攻撃する。
光の魔法（4、70）
天空城から光の柱が画面中央に降り注ぎ、左右へ広がる。画面内を死角なく攻撃でき、ボス級の敵に対しては出始めの部分を当てると大ダメージとなる。
『ルネサンス』では画面内の敵全員に攻撃し、更に発動後から一定時間、通常攻撃に光属性が付与される。
氷の魔法（20）
『ルネサンス』で追加。前方に氷の刃を発生させる。更に発動後から一定時間、通常攻撃に氷属性が付与される。
癒しの魔法（60）
『ルネサンス』で追加。HPを25%回復する。

## 設定

### ストーリー
神と魔王サタンは互いに対立していた。サタンは神の統治する地上を狙っていたが、互いの力は拮抗しており、そのため平和も保たれていた。
あるとき、サタンは力の拮抗を崩すべく、6体のしもべを連れて神に戦いを挑んだ。敗れた神は天空城へ逃げ込み、結界を張って傷を癒すべく眠りにつくが、神の加護を失った地上はサタンの手に落ち、全ての人々は魔物に変えられた。数百年後、目覚めた神はサタンを倒して人々の住まう地上を取り戻すため、天空城の結界を解いて行動を開始した。神は勇士に化身して魔物と戦い、浄化した土地に一組の男と女を住まわせる。彼らは子孫を作り、一軒の家は集落となり、村となり、やがて町へと発展し、文明の発達に伴い、人間達は様々な文化を形成して行く。人の数が増えると彼らの信仰心によって神は徐々に力を取り戻し、様々な奇跡が使えるようになる。奇跡を使って人間の悩みを解消してやり、人間はかつて使っていた道具を見つけだし神に捧げてくる。そのように神と人間が助け合いながら悪魔を滅ぼし、最後には人間の世界を確立するというのがこのゲームの概要である。

### 舞台
天空城
神の拠点。空に浮かんでおり、各地域へと移動できる。
フィルモア（Fillmore/Filmoa）
森林と草原が広がる、物語のスタートとなる土地。
ブラッドプール（Bloodpool）
名前の通り、血のような赤い毒の湖のある湿原の多い土地。フィルモアと隣接しており、湖畔には城が建つ。
カサンドラ（Casandra）
砂漠で覆われた灼熱の土地。全ての大陸で最も広く、最終的に人口が最も多い地域となる。
アイトス（Aitos）
火山が存在する、高台の土地。アクションステージは日本を思わせ、『ルネサンス』でも住民の格好や建物に東洋的な文化が見られる。
マラーナ（Marana）
鳥の形をした島が存在する、多湿な熱帯気候の土地。大陸南部の僻地で、面積はやや狭い。
ノースウォール（Northwall）
一面を厚い雪と氷壁で覆われた、寒冷な土地。
デスヘイム（Death Heim）
サタンが潜む島で、物語の最終エリアとなる。各地の悪魔を撃破すると北東の海に浮上する。クリエイションモードは無く、ACTが一つあるのみ。強化復活した各ステージのAct2のボスが次々と襲い掛かり、その先にはサタンが待ち受ける。
アルカレオネ（Alcaleone）
『ルネサンス』で追加された別大陸に存在する秘境。サタン打倒後に、人間を守るためのより強い力を求めた神が新たに開拓を目指した地域。デスヘイムのあった場所から転移できる。魔物の侵攻も無かったとされる肥沃な土地だが人間は住んでおらず、神がこの地を開拓しようとすると魔物が襲いかかってくる。しかしその魔物からはサタンのような邪気が感じられないという。
アクションモードは最後のみで、クリエイションモード前のACTは無い。このマップでは今までの英雄6人が全員集結し、戦闘毎に強制出撃ユニットが変わる。

### キャラクター
神
主人公で、アクションモードの操作キャラクター。この世界の神。名前はプレイヤーが設定する。人間を慈しみ、見守っていたがサタンとの戦いに敗れ、天空城で眠りに就いていた。数百年を経て傷は癒えたものの人間を滅ぼされたことで力も失い、地上を奪還して人間を再び繁栄させ、力を取り戻してサタンを討つべく行動を開始する。通常は光の魂の様な姿をしており、かつて人間が神を崇めるために作った石像と一体化して魔物達と戦う。 海外では「マスター」 (Master) と呼ばれる。『ルネサンス』では石像との一体化時には長い銀髪の美青年となっており、背景イラストなど他の場面でもその姿で描かれている。
天使（Angel）
神と共に行動するクリエイションモードの操作キャラクター。「エンジェル」とも呼ばれる。クリエイションモードではこの天使に指示を出して人間の文明を発展させる。神の御使いという立場を鼻にかけた、傲慢かつ腹黒い面があり、ときどき毒舌を振りまいて人間を見下す事がある。オリジナル版では裸の子供の姿。『ルネサンス』では中性的な少年の姿で描かれる。

#### 英雄
『ルネサンス』で追加された味方キャラクター。各地域に一人ずつ存在している。
フィロトス
フィルモアの英雄。巨大な戦斧を携える屈強な男戦士。元は数百年前のフィルモアの領主。豪快かつ気さくな性格で、献身的に町や住民を守る一方、魔物の巣の封印への同行には消極的な態度を見せる。それは住民が自身の強さばかりに頼って他力本願になってしまうことを危惧しているが故であった。
ダニエラ
ブラッドプールの英雄。内気な女魔法使い。最初はなかなか素性を明かさず、その人間離れした力を恐れた住民から忌み嫌われている。
かつてウルフ・ツェッペリンに両親を殺され、彼の居城の地下に身を隠していた過去があり、魔法はその時に城の書物から会得した物。それでも恐怖心を拭えなかったが、住民の一人・テディーとの交流を経て、戦う決意を固める。
アロンゾ
カサンドラの英雄。ファラオを狙いに遠方からやって来た旅のガンマン。常に飄々としているが、「神は信じない主義」だと言い張り、神殿の中や天使に対しても臆面もなく挑発的な態度をとる(ただし後述の過去から信じるのをやめただけで、信仰心が無い訳ではない)。
ファラオの攻撃で故郷と妻子を失った過去を持ち、強い復讐心を抱く。当初は嘘の噂を振り撒いて賞金稼ぎを復讐に利用する手段をとっていたが、カサンドラの住民との触れ合いの中で少しずつ心を開いていく。
ミグラナ
アイトスの英雄。魔物の群れに一人で渡り合えるほどの力を持つ女戦士。当初は実体が無い霊体の姿だがそれを認めようとせず、現代の住民を快く思っていなかった為に尊大な態度を取っていた。その正体は数百年前のアイトスの長で、民を救うべく自らの身を差し出していたが結局当時の人間は滅ぼされ、自身は封印された肉体からその力を魔物に奪われ、利用され続けていた。徐々に自身の真実に気付き、またアイトスとの住民との交流によって態度も改めていく。
シェマール
マラーナの英雄。新興宗教「永遠なる緑」の司祭代行を務める男性。異教徒ながら争いを好まず、信仰を押し付けることもせず、献身的に街の発展に協力していく。しかし実は「永遠なる緑」はサタンの眷属が操る偽りの宗教であり、彼を含む多くの信徒は騙されて利用されているに過ぎない。シェマール自身は純粋な善意から行動していたのだが、結果としてマラーナの民が神から離れる原因を作ってしまう。後に真実を知り、自責の念に駆られて神罰を求めるほどにショックを受けるものの、それを乗り越えて神に協力する。
タヤ
ノースウォールの英雄。青い肌の魔物の少女で、人間に迫害されていた過去を持つ。親友にして育ての親であるフロストワイヴァーンと人間との共存を望む。

### 敵キャラクター

#### クリエイションモードの敵
ナッパーバット
巨大なコウモリ。人間を連れさらう。倒すと攫われた人は開放される。
ブルードラゴン
青い竜。雷で民家を焼き払う。
レッドデビル
赤い悪魔。田畑を干上がらせる。ブラッドプールにある湖を赤くした元凶でもある。
スカルヘッド
巨大なドクロ。放っておくと地震を起こし、町に大被害をもたらす。耐久力が高い。

#### ボスキャラクター
アクションモードのボスで、倒せばステージクリアとなる。Act2のボスは、デスヘイムにて強化された状態で再び戦うことになる。『ルネサンス』では魔物の発現器戦にてAct1のボスが雑魚敵扱いで登場することがある。
紫電の魔騎士 セントール
フィルモアAct1のボス。人馬一体の魔界の騎士。手にした槍から稲妻を放つ。
魔斧の獣王 ミノタウロス
フィルモアAct2のボス。牛頭の巨人。サタンの分身で、サタンの夢から生まれた。巨体にに見合わぬ高いジャンプで着地すると前方に斧を投げる。
紅湖の魔獣 マンティコア
ブラッドプールAct1のボス。血の海を住処とする背中に翼を持った人面の妖獣。口から炎を吐く。
月夜の魔貴族 ウルフ・ツェッペリン
ブラッドプールAct2のボス。ヴァンパイア（狼男）。サタンの分身で、サタンの夜の翼から生まれた。前方3方向に弾を出して雷を落としてはテレポートを繰り返す。ある程度ダメージを与えると狼に変身して主人公に付きまとったり、雄叫びを上げる事で狼の石像から狼型の光弾で攻撃する。
『ルネサンス』ではブラッドプールの領主を名乗り、住民に生け贄を求めている。こちらでは、サタンの分身が領主だったウルフ・ツェッペリンの体を乗っ取った事になっており、本来のウルフ・ツェッペリンの自我は既に消滅している。
砂塵の甲虫 ダゴバ
カサンドラAct1のボス。巨大なアリジゴク。放物線状で6発の弾を吐き出し、両方から触手で攻撃する。
霊廟の黄金王 ファラオ
カサンドラAct2のボス。巨大な黄金の仮面。サタンの分身であり、巨大なピラミッドに眠る。口から光弾を吐き出し、壁に着弾すると矢を吐き出す砲台となる。
『ルネサンス』ではアロンゾの家族を殺したため、彼から狙われている。
蒼炎の蛇龍 蒼龍
アイトスのAct1のボス。滝を住処とし、水の刃を飛ばして攻撃する。
灼熱の魔環 火炎車
アイトスのAct2のボス。輪入道のような姿をしている。サタンの分身で、サタンの焼けつく吐息から生まれた。中央上空から5方向に弾を飛ばす。
『ルネサンス』ではミグラナが領主を務めていた時代からアイトスを襲っており、彼女とも因縁があることが語られる。
人食いの妖花 ラフレシア
マラーナAct1のボス。巨大な食人植物。たまに露出する「核」の部分以外、一切の攻撃を受け付けない。地を這う触手は主人公に反応すると左右に大きく身を振るう。
『ルネサンス』では人間の女性に似た容姿となっている。
魔淀の蛇神 カーリア
マラーナAct2のボス。コブラの頭に6本の腕を持つ。サタンの分身で、サタンの陽根から生まれた。地面を走る魔法の光線や、上からトゲの付いた足場を降らせて攻撃する。近づくとたまに急降下して左右に体を揺らして浮上する。
『ルネサンス』では新興宗教「永遠なる緑」の司祭の正体。マラーナではかつての魔物の侵攻で僅かに生き残った人々が、互いを慰めるための宗教を作って心の拠り所にしていたが、そこに新興宗教の信徒を装って付け込み、現在の「永遠なる緑」を作り上げた。代理のシェマールを先導して神への信仰を削いでいる。
氷窟の零魔 マーマンフライ
ノースウォールAct1のボス。名前の通り、空を飛ぶ人魚。上空から主人公を狙って光弾を落とす。
極北の神竜 フロストワイヴァーン
ノースウォールAct2のボス。全身が氷の飛竜。サタンの分身で、サタンの凍てついた氷の瞳から生まれた。口から氷を吐き出して着地すると4方向に散らばる。
『ルネサンス』ではタヤと親交があり、彼女からは「フロト」と呼ばれ親しまれている。人間に迫害されていたタヤを助けて育てたことから、元々は決して邪悪な存在ではなかったものの、サタンの眷属として血が目覚めたことで豹変。やがて魔物に人里を襲わせるようになるが、タヤと住民の説得で葛藤する。やがて血の目覚めから逃れられないと悟り、神に自身の打倒を託した。他のAct2のボスと同様にデスヘイムでは復活するものの、タヤによれば本来の魂は無く、力と外見を再現しただけの別物であると言う。
深淵の魔王 サタン
デスヘイムのボスで、本作のラストボス。神と同格の力を持つ魔王であり、かつての戦いでは6体の眷属を率いて天空城に攻め込み、神を敗北に追い込んだ。その後、神無き世界を蹂躙し、人間を絶滅させた後に配下の魔物に世界を支配させていた。海外版では「タンズラ」 (Tanzra) という名前で呼ばれている。
魔物の発現器
『ルネサンス』にて魔物の巣封印時に登場。巣の奥に隠された魔物の発生源で、オリジナル版とは異なり人間に巣を切り開かせた後は神自身が内部に突入してこれを破壊しなければならない。周囲にある卵のようなものを全て破壊すると本体が出現する。本体を倒せば封印完了だが、本体も周囲に弾を放ったり移動したりなどで抵抗する。
天道の観測者 ?????
『ルネサンス』の追加マップであるアルカレオネのボスであり、同作の真のラストボス。サタンとは正反対の「清廉な」気と、超越的な力を持つ謎の存在。長い間アルカレオネに人間を一切寄せ付けず、神による開拓が始まると同時にその強大な力で魔物を操って嗾けてきた。神々しい女神のような姿で、何本もの剣を操って戦う。

## 移植版
| No. | タイトル               | 発売日                                    | 対応機種                        | 開発元                      | 発売元                 | メディア                                    | 型式 | 備考 | Ref.                 |
| --- | ---------------------- | ----------------------------------------- | ------------------------------- | --------------------------- | ---------------------- | ------------------------------------------- | ---- | ---- | -------------------- |
| 1   | アクトレイザー         | 2003年11月12日 2004年7月8日               | ボーダフォンライブ! （Vアプリ） | マクロスペース クインテット | スクウェア・エニックス | ダウンロード （スクエニポケットアクション） | -    |      | [ 12 ] [ 13 ] [ 14 ] |
| 2   | アクトレイザー         | 2003年11月20日                            | EZアプリ                        | マクロスペース クインテット | スクウェア・エニックス | ダウンロード                                | -    |      | [ 12 ]               |
| 3   | アクトレイザーchapter2 | 2004年2月18日                             | ボーダフォンライブ! （Vアプリ） | マクロスペース クインテット | スクウェア・エニックス | ダウンロード （ポケットアクション）         | -    |      | [ 15 ]               |
| 4   | アクトレイザー         | 2007年3月20日 2007年4月13日 2007年5月28日 | Wii                             | クインテット                | スクウェア・エニックス | ダウンロード （バーチャルコンソール）       | -    |      | [ 16 ]               |

## 音楽
作曲は古代祐三が担当している。古代は、サウンドトラックのライナーノーツでは弦楽器と管楽器をベースにしたオーケストレーションでゲームミュージックを表現したいと思っていたと綴り、山下章にも「今度のはね、クラシック風なんです」とうれしそうに語ったという。従来のシンセサイザ然とした楽器から、PCMをベースとした管弦楽器を基調とする表現に強く意欲を示していた。その作業は、音源に関するノウハウがまったくない状態からスタートし、曲の習作は古代の主な作業環境である「サウンドボードII」で作られ、『ミスティ・ブルー』のサウンドトラックに収録されている。楽曲群のうち、「フィルモア」の曲調が異なっているのは、ハードに慣れるため、自分の作りやすいパターンで最初に作った曲だからとしている。
本作品のBGMは、ファイナルファンタジーシリーズ作曲者の植松伸夫が「『アクトレイザー』の楽曲は業界内で一つの"事件"だった」と、ファミ通や同誌発行元のエンターブレイン主催のゲーム音楽コンサートのステージ上などにおいて度々述べている様に、同業者などからも高い評価を得ている。当時『ファイナルファンタジーIV』を開発中だったスクウェアのチームが『アクトレイザー』の曲を聴き、そのレベルの差に愕然とし、開発末期にもかかわらず音源ドライバーから音色に至るまで作り直したという逸話もあった。その後、2012年のFINAL FANTASY展では、植松本人により「大げさな表現である」と訂正され、実際に行ったことはすべての音色のサンプリングのやり直しとしつつも、「当時は勝てなかった」「『アクトレイザー』は当時のスーパーファミコンの中ではダントツで良かった」と公言しているように、リリース時期を加味すれば、優れた表現を実現していたといえる。
スーパーファミコンは、PCM8音と当時としては豪勢に見える音源の仕様ではあったが、音源用のバッファは64KiBとその用途に対して非常に小さく、高品質な再生には工夫が必要であった。本作では、圧縮や、波形ループポイントの設定などの工夫によって、当時としては高品質な楽音の再生を実現している。尚、音色の波形ループの設定などは、当時手作業であった。

### サウンドトラック
ゲーム本編は大ヒットとはいかなかったものの、サウンドトラックについては、現在でもオリジナル音源版・オーケストラアレンジ版の双方共にインターネットオークションなどにおいて高値で取引されており、オリジナル版は再版された。
- アクトレイザー（アルファレコード・G.M.O.レコード）ALCA-105
- 交響組曲「アクトレイザー」（アルファレコード・G.M.O.レコード）ALCA-182
- ミスティ・ブルー（アルファレコード・G.M.O.レコード）ALCA-123

没曲を含む、サウンドボードIIで作られた習作を一部収録。
- 古代祐三 BEST COLLECTION vol.1（Five Records）VGCD-81
- NJBP Concert Archives 1 〜古代祭り〜（スィープレコード）

新日本BGMフィルハーモニー管弦楽団による同名コンサートのライブ・アルバム。『アクトレイザー』全曲のオーケストラによる演奏を収録。

## スタッフ
- シナリオ：宮崎友好
- プログラマー：橋本昌哉、いまいゆき
- グラフィック・デザイナー：古代彩乃、高井政彦、今井秋芳、横田幸次、七條たかし
- 音楽：古代祐三
- エニックス・スタッフ：川口貴雄、望月敬三、米田喬、菊本裕智、みつもりこうじ、狩野健二郎、下田哲朗、藤森喜江、八木純二、伊藤慶子、山本秀樹、松本美和子、田賀敬子、せきぐちやすこ
- アシスタント・プロデューサー：丸山茂樹
- ディレクター：橋本昌哉
- プロデューサー：曽根康征
- パブリッシャー：福嶋康博

## 評価
ゲーム誌『ファミコン通信』の「クロスレビュー」では合計26点（満40点）、『ファミリーコンピュータMagazine』の読者投票による「ゲーム通信簿」での各要素の評価は以下の通りで23.68点（満30点）となっている。この得点は1993年時点でのスーパーファミコン全ソフトの中で、26位（323本中）である。その他、『SUPER FAMICOM Magazine』1993年8月情報号特別付録の「スーパーファミコンオールカタログ'93」巻末に収録されている「部門別ベスト30」では、総合26位、音楽・効果音11位、オリジナリティ17位を獲得している。
| 項目 | キャラクター | 音楽 | 操作性 | 熱中度 | お買得度 | オリジナリティ | 総合  |
| 得点 | 3.96         | 4.21 | 3.79   | 4.08   | 3.58     | 4.06           | 23.68 |

SFC版で理不尽とまで評価されたアクションの難易度を『ルネサンス』において調整した結果、歯ごたえがなくなったという評価もある。

## 漫画版
加藤元浩による漫画作品が、『月刊Gファンタジー』（当時エニックス）にて1993年11月号より1995年3月号まで連載された。単行本は全3巻。ゲーム内容とは異なったオリジナルの話となっている。
登場キャラクター
- ダーツ
漫画版オリジナルキャラクターで主人公の盗賊。あるきっかけにより、ねずみになった天使と同行する。

## アクトレイザー2 沈黙への聖戦
『アクトレイザー2 沈黙への聖戦』（アクトレイザーツー － ちんもくへのせいせん）は、1993年10月29日に日本のエニックスから発売された横スクロールアクションゲーム。
同社の『アクトレイザー』の続編であり、主人公である神を操作し、前作から数千年後の世界を舞台に再び魔王サタンを倒して地上の人々を救出する事を目的としている。前作に存在したクリエイションモードを完全に削除し、また日本国外市場向けのゲームとして製作されたため、難易度の高いゲームとなった。日本国外版に先駆けて発売された日本国内版は、難易度が若干低く調整された。ジャンプに癖があり、二段ジャンプすると滑空してしまい制御も難しいので、慣れが必要でごり押しは難しい。
開発はクインテットが行い、スタッフは前作から引き継ぐ形でプロデューサーは曽根康征、ディレクターおよびプログラムは橋本昌哉、シナリオは宮崎友好、音楽は古代祐三が担当している他、共同プロデューサーとして『ジャストブリード』（1992年）や『ガイア幻想紀』（1993年）を手掛けた高戸一哲、シナリオライターとして古代祐三の実妹である古代彩乃、オブジェクト・デザインはメガドライブ用ソフト『ベア・ナックルII 死闘への鎮魂歌』（1992年）を手掛けた有賀ヒトシが新たに参加している。
欧州では4万本、北米では10万本の出荷を記録している。国内では、前作がローンチタイトルに近い存在でハード初期購入者の初期選択肢のひとつになりやすかったとはいえ40万本出荷されたのに対し、本作は4万本という結果になった。

### 設定

#### ストーリー
魔王サタンとの戦いから数千年後の世界。人々は平和と繁栄を謳歌してきたが、同時に神への信仰は薄れ、怠惰、嫉妬、大食、激怒、色欲、貪欲、傲慢といった負の感情が世に渦巻くようになった。そして魔王サタンはそれらの負の感情を糧とし、前以上の力を得て復活、天空城への侵攻を開始した。魔王軍の撃退に成功した神であったが、魔王の6つの分身は再び人々の心に巣食い、力を蓄え始めた。今度こそ魔王サタンを完全に滅ぼし、魔物に取り付かれた人々を救うために、神は再び地上に降り立つ。

#### 地名
天空城
神の拠点。空に浮かんでおり、各地域へと移動できる。序章にあたるデモ画面にて、攻め込んできたサタンの軍勢との激戦の地となった。
ディリジェンス
ベネフィックリバーの畔にある働き者たちが集う森の村。村民は怠惰の悪魔の力によって堕落し、生きる気力すら失いつつある。
インダステンの森
ディリジェンス西方に広がる森。不気味な雲より降る雨が人々を堕落させ、魔物の蔓延る森と化している。
ベネフィックリバー
ディリジェンスの生活用水ともなっている、ベネフィックリバーの上流域。水源にはサタンの分身の一つである怠惰の悪魔が巣食っている。
タートイズアイランド
巨大な亀の甲羅の上に、水没したディボーテから避難した人々が築いた町。魔物によって人々は石に変えられ、海中に没している。
アルテリア
ディリジェンス西方の海。かつては陸地であり、ディボーテの町が存在していたが、嫉妬に狂った巫女によって海中に没した。海中に残る神殿には嫉妬の悪魔が潜んでおり、巫女の遺した嫉妬の炎が今も燃え盛っている。
テンポニア
ディボーテの南東に位置する農業で栄えた町。しかし、大食の悪魔によって飢えと争いに苦しむ町へと成り果ててしまった。
モデーロ
大食の悪魔を象徴する不気味な口が点在するテンポニア東の荒地。餓死した人々がグールとなって蠢いている。
デモンズケイブ
大食の悪魔が潜むテンポニア北東の洞窟。巨大な昆虫の巣となっており、テンポニアの穀物を食い荒らしていた。
ジャスタニア
西の大陸の荒地に位置する軍事大国。激怒の悪魔に心を支配された王によって友好国だったフェイボリアンに侵攻を始めた。
フェイボリアン
ジャスタニアと山を隔てて隣接する国。ジャスタニアと交戦状態にある。
デスフィールド
ジャスタニアとフェイボリアンが無意味な激戦を繰り広げる戦場。悪に染まったジャスタニア王が砦に陣取っている。
アルメタ火山
ジャスタニアの東に位置する休火山。激怒の悪魔によって再び火山活動が活発になっている。
ラヴァラス
悪魔によって氷に閉ざされた国。色欲の悪魔に取り付かれた王が醒めない眠りについた事で、不安が広がっている。
パレス
ラヴァラスの王宮。魔物の発する凄まじい冷気が国全体を凍てつかせている。色欲の悪魔は王の精神世界の中に潜んでいる。
レオン
西の大陸に位置する小国。新王コルニクスによって重税が課せられ、人々は苦しい生活を強いられている。
グラティス
重税を払えなかったレオンの人々が送られた地下牢。迷路のように複雑に入り組んでいる。
ストームルーク
金銀財宝が山と積まれたレオンの王城。貪欲の悪魔と取引し、贅の限りを尽くすコルニクス王が君臨している。
ハンブルトン
もっとも進んだ文明を持つ南の工業国。神への信仰心は希薄で、自らの技術に驕るあまりバベルの塔を建造し、神に成り代わろうと企む。
バベルの塔
ハンブルトンの人間が神に挑む為に建造した機械の塔。最上階には人間の傲慢を象徴する人造神が鎮座している。
デスヘイム
魔王サタンの根拠地で、今回も最終エリア。強力な結界に守られており、天空城ごと突入するという捨て身の荒技で挑む事になる。魔王サタンの他、前作と同様に復活したサタンの分身達とデストラクターが待ち受けている。

### キャラクター

#### 主要キャラクター
神
前作の神と同一の存在。本作では飛行能力を持ち、武器は剣と盾を装備している。
イベント天使
街や国の状況を教えてくれる。
バトル天使
アクションステージが存在する場所で、神が地上へ送り出す。
パスワード天使
パスワードを教えてくれる。

#### ボスキャラクター
ランガー
インダステンの森のボス。不気味な雲に乗った死神。突風と鎌を駆使して攻撃してくる。
ラスティーウォーム
ベネフィックリバーのボス。カタツムリを模した怠惰の悪魔。落石と角からの光線と水流で攻撃する。
エンヴィー
タートイズアイランドのボス。タートイズアイランドを海に沈めた魔物。目からは石化光線を発射する。
ジェラシックフレア
アルテリアのボス。醜く歪んだ女性の頭部のような外見の嫉妬の悪魔。嫉妬の炎そのものが弱点。
グリード
モデーロのボス。多数のグールを生み出すグロテスクな巨人。
グルトニー
デモンズケイブのボス。蟻のような昆虫を模した暴食の悪魔。
バルカン
デスフィールドのボス。人の心を失ったジャスタニアの王。素早い動きで大剣を操る強敵。
フューリアン
アルメタ火山のボス。炎を操る憤怒の悪魔。上昇する岩石を飛び移りながらの戦いとなる。
コンフュージョン
パレスのボス。巨大な氷の裸婦像。小さな結晶に分離しながら攻撃してくる。
ディセプター
王の精神世界のボス。ラヴァラス王の精神をその身に捕らえた色欲の悪魔。前作ラスボスのサタンに似た外見を持つ。
デスペアー
グラティスのボス。グラティスを支配するゴブリンキング。強力な魔法を使いこなす。
ドーム
ストームルークのボス。黄金に輝く竜。その正体は自ら強欲の悪魔と化したコルニクス王である。
デストラクター
バベルの塔のボス。ハンブルトンの科学技術と人間の傲慢を象徴する人造の機械神。サタンの分身ではないが、デスヘイムで再登場する。
魔王サタン
デスヘイムのボスで、本作でも最終ボスを務める。本作では人型となっており、暗黒の泉に半身を浸している。

#### 隠しボスキャラクター
魔王サタン（一作目）
前作のサタンで、あるパスワードを入力する事で登場。

### スタッフ
- メイン・ディレクター、メイン・プログラマー：橋本昌哉
- シナリオ・ディレクター、スクリプト・ライター：宮崎友好
- アート・ディレクター、シナリオ・ライター、スクロール・デザイナー：古代彩乃
- オブジェクト・プログラマー：きたしげみ
- オブジェクト・デザイナー：有賀ヒトシ
- アシスタント・デザイナー：鈴木奈保子、小林貞夫、林浩司
- 音楽：古代祐三
- クインテット・スタッフ：横田久、竹林令子、きたのはらあきら、いしだじゅんいち
- エニックス・スタッフ：川口貴雄、菊本裕智、山本秀樹、矢作貞雄、狩野健二郎
- エニックスアメリカ・スタッフ：カラ・バロー、ポール・ボウラー、ポール・ハンデルマン
- スペシャル・サンクス：本多圭司、二見眞冶
- ゲーム・コーディネーター：ロバート・L・ジェラルド
- プロデューサー：もりたつねお、曽根康征、高戸一哲
- パブリッシャー：福嶋康博

### 評価
ゲーム誌『ファミコン通信』の「クロスレビュー」では、7・5・6・6の合計24点（満40点）、『ファミリーコンピュータMagazine』の読者投票による「ゲーム通信簿」での評価は以下の通り20.3点（満30点）となっている。
| 項目 | キャラクター | 音楽 | お買得度 | 操作性 | 熱中度 | オリジナリティ | 総合 |
| 得点 | 3.5          | 3.7  | 3.2      | 3.3    | 3.4    | 3.3            | 20.3 |